# HSG Nordhorn-Lingen
El HSG Nordhorn-Lingen es un club de balonmano de la ciudad de Nordhorn, Baja Sajonia, Alemania. Fue fundado el 1 de junio de 1981 al fusionarse la sección de balonmano del TV Nordhorn y el Eintracht Nordhorn . Milita en la 2.Bundesliga, disputando sus partidos como local en el Euregium.

## Balance deportivo
Tras la temporada 1992/1993, cuando el HSG ganó el campeonato de liga regional norte, consiguió en la repesca el ascenso a la 2ª Bundesliga. Allí consiguió ser subcampeón 2 veces (1996 y 1998). En el año 1999 el HSG Nordhorn-Lingen consiguió por fin ser campeón de la 2ª Bundesliga Norte, saliendo victorioso en la eliminatoria de ascenso y militando desde entonces en la 1 Bundesliga alemana.

## Palmarés
- Campeón de la Liga Regional Norte (1992/93)
- Ascenso a la 2ª Bundesliga Norte (1993)
- Campeón de la 2ª Bundesliga Norte (1998/99)
- Ascenso a la Bundesliga de balonmano (1999)
- Participación en la Final Four (Copa alemana) 2000/01, 2001/02, 2004/05 y 2007/08
- Subcampeón alemán (2001/2002)
- Subcampeón de la Copa EHF (2007/2008)
- Tercera plaza en la Final Four (Copa alemana) (2004/05)
- Ganador de la Copa EHF (2008)
- Subcampeón de la Recopa de Europa (2009)[1]

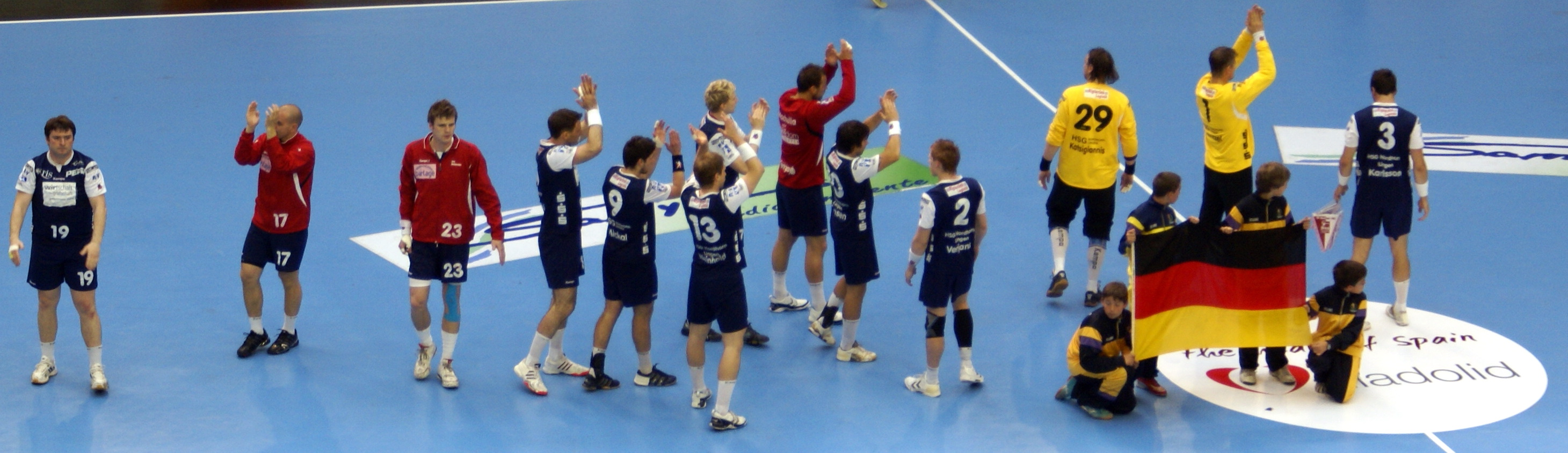
Plantilla del HSG Nordhorn-Lingen en los momentos previos a la disputa de la vuelta de la final de la Recopa de Europa frente al BM Valladolid.